# Esmeraldas (album)
Esmeraldas è il terzo album della cantautrice brasiliana Tiê, pubblicato nel 2014 per la Warner Music Brasil.

## Il disco
L'album vanta le collaborazioni di Guilherme Arantes e dell'ex-Talking Heads David Byrne, sia in veste di autore che di interprete. Registrato tra il Brasile e gli Stati Uniti, è stato prodotto da Adriano Cintra e Jesse Harris.
L'album include il singolo "A Noite", cover della canzone di Arisa "La notte" e tema della telenovela di Rede Globo I Love Paraisópolis.

## Tracce
1. Gold Fish – 3:03
2. Par de Ases – 3:25
3. Máquina de Lavar – 2:58
4. Urso – 3:19
5. Mínimo Maravilhoso – 2:42
6. Esmeraldas – 3:17
7. Isqueiro Azul – 2:32
8. Depois de um Dia de Sonho – 4:42
9. Vou Atrás – 3:02
10. A Noite – 3:38
11. Meia Hora – 3:31
12. All Around You – 3:27

Durata totale: 39:36